# 2 Дистриктенпейл (женский)
2 Дистриктенпейл (нидерл. 2 Districtenpijl) — шоссейная однодневная велогонка, проходящая по территории Бельгии с 2020 года.

## История
Гонка была создана в 2020 году при поддержки Het Klein Verzet и Royal Antwerp Bicycle Club, проводящих на тот момент в том числе более 30 лет Антверпсе Хавенпейл. Она сразу вошла в Женский мировой шоссейный календарь UCI. Также два сезона, 2020 и 2021, она входила в календарь женский Кубок Бельгии, но фактически не была в нём проведена.
В 2020 году дебют гонки был отменён из-за пандемии COVID-19. В 2021 году гонка всё же состоялась успев даже стартовать, но из-за сильного дождя походу соревнования была отменена не дожидаясь финиша. Гонщиц не смогли об этом предупредить и они разыграли финиш — первой финишную черту пересекла нидерландка Эмбер ван дер Хюлст. В итоге результаты гонки были аннулированы.
В итоге полноценный дебют состоялся только два года спустя, в 2022 году. И под новым названием Аргента Классик (нидерл. Argenta Classic) в честь нового спонсора.
Маршрут гонки проходит между двумя районами Антверпена — Дёрне и Экерен. В каждом из них проложен круг длиной около 14 км и преодолеваемый примерно 5 раз. Старт располагается в одном из этих районов, а финиш в другом. Трасса представляет следующую конфигурацию. Сначала преодолеваются все круги в одной из двух районов, затем следует примерно 10-километровый переезд через ещё один район Антверпена Мерксем во второй район где преодолеваются все оставшиеся круги. На круге в Дёрне присутствует небольшой брусчатый участок Ter-Heydelaan. Общая протяжённость дистанции составляет 130 км.

## Призёры
| Год  | Победитель      | Второй          | Третий             |
| ---- | --------------- | --------------- | ------------------ |
| 2022 | Дарья Пикулик   | Марта Трёйен    | Натали Бекс        |
| 2023 | Lieke Nooijen   | Julie Hendrickx | Милли Кузенс       |
| 2024 | Дарья Пикулик   | Скарлетт Союрен | Флора Перкинс      |
| 2025 | Скарлетт Союрен | Милли Кузенс    | Катрин Швайнбергер |